# Ideal Home (phim)
Ideal Home là một bộ phim hài kịch của Mỹ năm 2018, được viết và đạo diễn bởi Andrew Fleming và đóng vai chính Steve Coogan, Paul Rudd, Alison Pill, Jake McDorman, và Jack Gore.
Nó được công chiếu tại Liên hoan phim Mardi Gras vào ngày 15 tháng 2 năm 2018 và được phát hành tại Hoa Kỳ vào ngày 29 tháng 6 năm 2018.

## Nội dung
Erasmus (Coogan) và Paul (Rudd) là một cặp đồng tính nam có cuộc sống bị đảo lộn khi một cậu bé mười tuổi, Bill, xuất hiện ở cửa nhà họ tự xưng là cháu nội của Erasmus. Erasmus là một đầu bếp nổi tiếng và Paul là nhà sản xuất chương trình nấu ăn của anh ấy, và họ sống trong một nhà trưng bày lớn ở New Mexico. Người cha của Bill Bill, Beau, là kết quả của cuộc gặp gỡ dị tính một lần và Erasmus chưa bao giờ gặp ông hoặc Bill. Beau đã bị bỏ tù về tội ma túy và hướng dẫn Bill tìm ông của mình.
Erasmus và Paul đến để nắm lấy quyền làm cha mẹ, mặc dù Paul làm hầu hết các công việc nặng nhọc. Beau cố gắng dọn dẹp trong tù và nói với Erasmus và Paul rằng anh ta có kế hoạch đưa Bill ra khỏi bang sau khi anh ta được thả ra. Khi Bill nói rằng anh ta thà ở lại với vợ chồng, Erasmus còn nhờ luật sư. Anh ta được thông báo rằng nó không có khả năng anh ta sẽ giành quyền nuôi con trừ khi Bill gặp nguy hiểm ngay lập tức từ cha mình. Erasmus và Paul cố gắng tận hưởng kỳ nghỉ với Bill và thời gian họ còn lại với anh ta. Sau khi Beau xuất hiện để lấy Bill, Erasmus mời anh ta với hy vọng thay đổi ý định; Sau đêm đó, Beau đưa Bill và rời đi mà không nói lời từ biệt.
Mối quan hệ của Erasmus và Paul đã căng thẳng, và Paul nói với Erasmus rằng anh ta dự định sẽ làm một công việc với chương trình của Rachelael Ray ở New York. Erasmus ban đầu có vẻ thờ ơ nhưng nhảy ra trước xe Paul, và cầu xin anh ta ở lại. Paul đi đến tận sân bay, nhưng quay lại và họ hòa giải. Beau gặp tai nạn lái xe khi say rượu với Bill trong xe, và Erasmus và Paul được trao quyền nuôi con.

## Diễn viên
- Steve Coogan[1] vai Erasmus Brumble, Ông của Bill và một đầu bếp truyền hình
- Paul Rudd[1] vai Paul Morgan, Giám đốc và đối tác lâu dài của Erasmus
- Jack Gore vai Angel/Bill Brumble, Cháu trai ghẻ lạnh của Erasmus
- Alison Pill vai Melissa từ Dịch vụ bảo vệ trẻ em
- Jake McDorman[2] vai Beau
- Jesse Luken vai Director
- Eric Womack vai Officer Forrest
- Jenny Gabrielle vai Betty
- Lora Martinez-Cunningham Ms. Garcia
- Monique Candelaria vai Officer Guttierez
- Frances Lee McCain vai Doris

## Sản xuất
Andrew Fleming đạo diễn bộ phim từ kịch bản của chính ông với các nhà sản xuất trên phim là Aaron Ryder, Gabrielle Tana, Maria Teresa Arida, Clark Peterson, và Maxime Rémillard.
```
trên phim bắt đầu vào ngày 11 tháng 5 năm 2016 tại 
Santa Fe, New Mexico
.
[
3
]
```

## Phát hành
Vào tháng 5 năm 2016, Remstar Films mua bản quyền phân phối của Canada cho bộ phim. Bộ phim đã có buổi ra mắt thế giới tại Liên hoan phim Mardi Gras vào ngày 15 tháng 2 năm 2018. Ngay sau đó, Brainstorm Media đã giành được quyền phân phối của Hoa Kỳ cho bộ phim và đặt nó vào ngày 29 tháng 6 năm 2018.

## Tiếp nhận
Trên trang web tổng hợp đánh giá Rotten Tomatoes, bộ phim giữ tỷ lệ phê duyệt là 65%, dựa trên 46 đánh giá và xếp hạng trung bình là 5,4/10. Sự đồng thuận quan trọng đọc: "Ideal Home lợi ích từ hóa học giữa một dàn diễn viên được chọn tốt, có tác phẩm giúp vượt qua quy mô chống lại sự không nhất quán của kịch bản - và đôi khi thụt lùi - hài hước." Trên Metacritic, bộ phim có xếp hạng trung bình có trọng số là 62 trên 100, dựa trên 10 nhà phê bình, cho biết "đánh giá chung có lợi". Zac Platt của ScreenRealm đã cho bộ phim 3/5 ngôi sao, viết rằng "ngay cả khi nó không phải là phải xem, giai điệu ấm áp và mờ nhạt và các nhân vật chiến thắng khiến Ideal Home trở thành một gợi ý dễ dàng."